# Manuela Müller
Manuela Müller (* 7. Oktober 1980 in Thalwil) ist eine ehemalige Schweizer Freestyle-Skierin. Sie war auf die Disziplin Aerials (Springen) spezialisiert.

## Biografie
Müller war in ihrer Jugend zunächst Kunstturnerin und wechselte 1998 zum Freestyle-Skispringen. Ihr Debüt im Freestyle-Weltcup hatte sie am 26. Februar 2000, mit Platz 18 in Piancavallo gewann sie dabei die ersten Weltcuppunkte. Im Winter 2001/02 entschied Müller im Europacup sowohl die Disziplinen- als auch die Gesamtwertung für sich. Die erste Weltcup-Podestplatzierung gelang ihr am 13. Januar 2002 in Mont-Tremblant. In der darauf folgenden Saison 2002/03 war ein 7. Platz das beste Ergebnis, in den Saisons 2003/04 und 2004/05 jeweils ein 4. Platz.
Ihre erfolgreichste Saison hatte Müller im Winter 2005/06. In Mont Gabriel und Deer Valley wurde sie jeweils Zweite, was in der Aerials-Disziplinenwertung den 3. Platz ergab. Bei den Olympischen Winterspielen 2006 sprang sie auf den 7. Platz. Daraufhin musste sie sich einer Syndesmose-Operation unterziehen, um eine alte Kunstturnverletzung zu behandeln. Im Winter 2006/07 gelang ihr nochmals ein 2. Platz in Mont Gabriel. Aufgrund verschiedener Verletzungen (Bänderriss im Fuss, Kreuzbandriss und Knorpelschäden im Knie) verpasste Müller die gesamte Saison 2007/08. Nach der Saison 2008/09 erklärte sie aus gesundheitlichen Gründen den Rücktritt vom Spitzensport.

## Erfolge

### Olympische Spiele
- Salt Lake City 2002: 20. Aerials
- Turin 2006: 7. Aerials

### Weltmeisterschaften
- Whistler 2001: 22. Aerials
- Deer Valley 2003: 14. Aerials
- Ruka 2005: 25. Aerials

### Weltcup
- Saison 2005/06: 3. Aerials-Weltcup
- Saison 2006/07: 8. Aerials-Weltcup
- 22 Platzierungen unter den besten zehn, davon 5 Podestplätze

### Weitere Erfolge
- 9 Podestplätze im Europacup, davon 2 Siege
- Gesamt- und Disziplinensiegerin Europacup 2001/02